# Wahlkreis Eisenach II – Mühlhausen II
Der Wahlkreis Eisenach II – Mühlhausen II war ein Landtagswahlkreis zur Landtagswahl in Thüringen 1990, der ersten Landtagswahl nach der Wiedergründung des Landes Thüringen. Er hatte die Wahlkreisnummer 6.
Der Wahlkreis umfasste vom damaligen Landkreis Eisenach die Städte und Gemeinden Berka vor dem Hainich, Berteroda, Beuernfeld, Bischofroda, Bolleroda, Buchenau, Creuzburg, Ebenshausen, Ettenhausen, Falken, Frankenroda, Großburschla, Großenlupnitz, Hallungen, Hastrungsfeld-Burla, Hötzelsroda, Ifta, Kälberfeld, Kahlenberg, Kittelsthal, Krauthausen, Lauterbach, Madelungen, Mihla, Mosbach, Nazza, Neukirchen, Pferdsdorf-Spichra, Ruhla, Sättelstädt, Scherbda, Schnellmannshausen, Schönau, Seebach, Stockhausen, Stregda, Thal, Treffurt, Ütteroda, Wenigenlupnitz, Wutha-Farnroda und vom damaligen Landkreis Mühlhausen die Städte und Gemeinden Altengottern, Bollstedt, Dachrieden, Diedorf, Dörna, Eigenrieden, Faulungen, Felchta, Flarchheim, Großengottern, Heroldishausen, Heyerode, Hildebrandshausen, Höngeda, Hohenbergen, Kammerforst, Langula, Niederdorla, Oberdorla, Oppershausen, Schierschwende, Seebach und Wendehausen.

## Ergebnisse
Die Landtagswahl 1990 fand am 14. Oktober 1990 statt und hatte folgendes Ergebnis für den Wahlkreis Eisenach II – Mühlhausen II:
| Direktkandidat | Partei (Kürzel) | Erststimmen (%) | Zweitstimmen (%) |
| -------------- | --------------- | --------------- | ---------------- |
| Werner Grünert | CDU             | 51,0            | 52,0             |
|                | Chr. L          | -               | 00,3             |
|                | DFD             | -               | 00,7             |
|                | REP             | -               | 00,6             |
|                | DBU             | -               | 00,3             |
|                | DSU             | 05,2            | 02,1             |
|                | F.D.P.          | 08,9            | 08,7             |
|                | LL-PDS          | 04,3            | 04,3             |
|                | NPD             | -               | 00,1             |
|                | NFGRDJ          | 05,9            | 04,8             |
|                | SPD             | 23,5            | 25,3             |
|                | UFV             | 01,2            | 00,7             |

Es waren 50.606 Personen wahlberechtigt. Die Wahlbeteiligung lag bei 75,9 %.  Als Direktkandidat wurde Werner Grünert (CDU) gewählt. Er erreichte 51,0 % aller gültigen Stimmen.